# Retrato de Baudouin de Lannoy

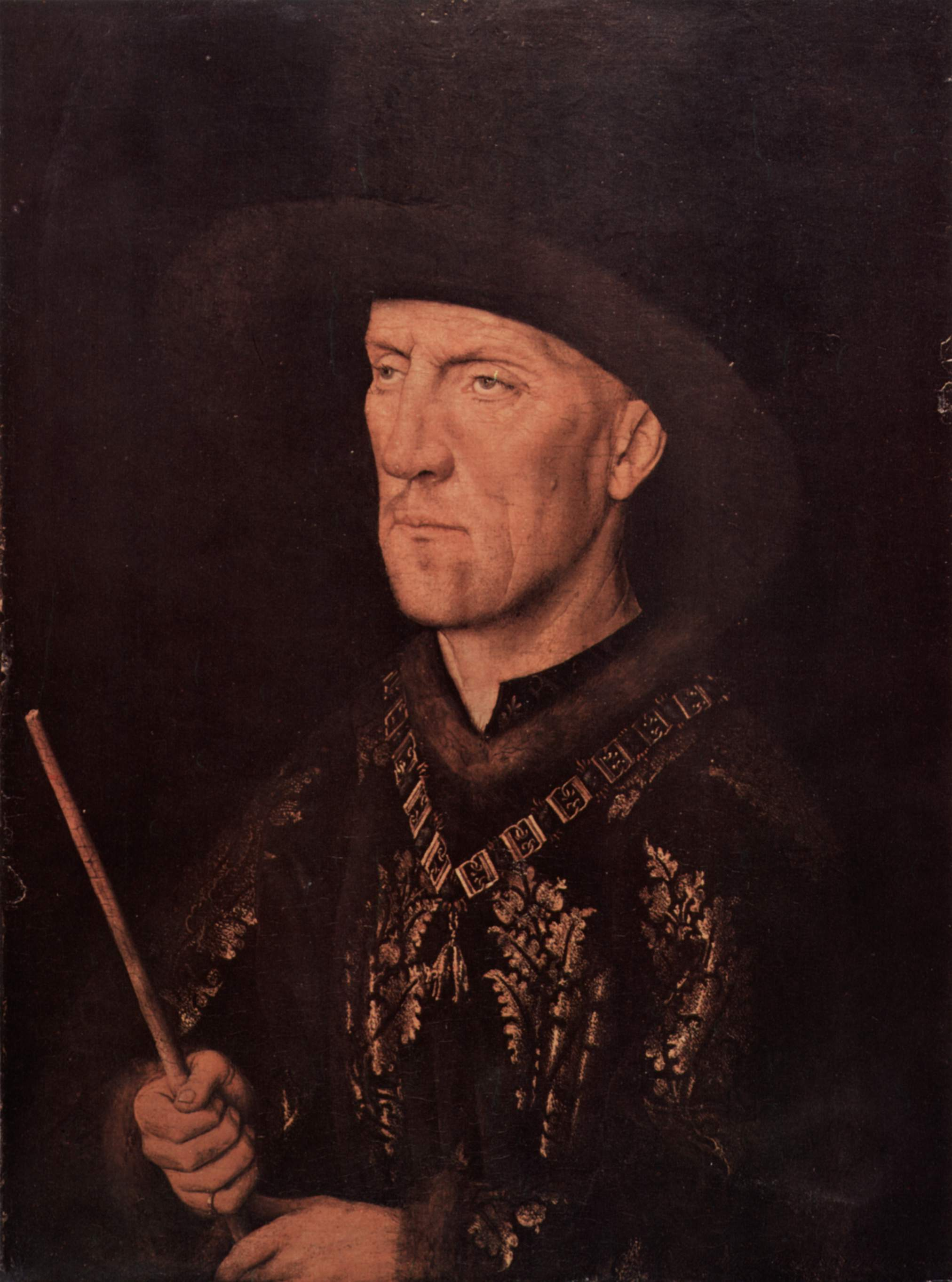
Retrato de Baudouin de Lannoy, óleo sobre roble, 26 cm × 20 cm, c. 1435. Museos Estatales de Berlín, Gemäldegalerie de Berlín.

Retrato de Baudouin de Lannoy es un pequeño retrato al óleo sobre tabla del maestro primitivo flamenco Jan van Eyck, completado c. 1435. Muestra a Baudouin de Lannoy, llamado el Tartamudo (1387-1474), señor de Molembaix, un noble y estadista flamenco contemporáneo y embajador del duque Felipe el Bueno en la corte de Enrique V de Inglaterra. Por documentos conservados se conoce que el trabajo fue encargado para marcar la entrada de Baudouin de Lanno en la prestigiosa Orden del Toisón de Oro, el mismo día que el duque instituyó la orden, el 10 de enero de 1430; el collar, realizado por el afamado orfebre de Brujas Jean Peutin, le fue entregado el día de San Andrés de 1431. Aparece en una pose formal, sujetando un palo de madera en la mano derecha, y tiene un anillo de oro en su dedo meñique. En los retratos eyckianos supervivientes el retratado habitualmente sostiene algún emblema de su profesión y clase social.

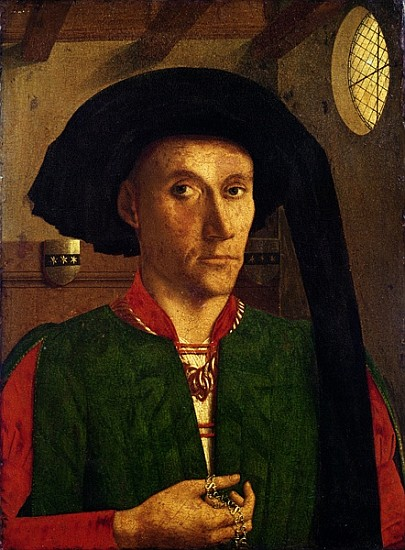
Retrato de Edward Grimston, Petrus Christus, 1446. Galería nacional, Londres. Christus muestra la influencia de van Eyck, y este retrato formal sirvió para una función similar al de Lannoy, celebrar su entrada en la Orden del Toisón de Oro.

El hombre viste una rica túnica ceremonial de seda, luciendo el collar del toisón de oro. La prenda es oscura, con brocados dorados en forma de hojas de roble o helecho, con ribetes de piel en cuello y puños. Su gran sombrero negro es similar al de Giovanni Arnolfini en el famoso retrato de van Eyck  Retrato de Giovanni Arnolfini y su esposa de 1434. van Eyck se ha tomado la libertad de deformar un tanto la figura, con una cabeza más grande de lo que correspondería al torso para acentuar las características faciales del retratado. Aun así, el artista no ha hecho el menor intento de embellecimiento, presentando al hombre tal cual era, sin rastro de la idealización habitual en el arte a principios del siglo XV.
Su primera mención conservada es un grabado en una colección de copias de retratos en el Recueil d'Arras. Hoy se guarda en los Museos Estatales de Berlín, la Gemäldegalerie de Berlín. Análisis con rayos X han datado los anillos de crecimiento en la madera de la tabla entre 1205 y 1383, y que la madera fue tomada del mismo árbol que la del Retrato de Giovanni Arnolfini (1438) y el San Francisco recibiendo los estigmas (c. 1430-32) de Filadelfia.